# Rivière Américaine
Rivière Américaine är ett vattendrag i Kanada.   Det ligger i provinsen Québec, i den sydöstra delen av landet, 300 km nordost om huvudstaden Ottawa.
I omgivningarna runt Rivière Américaine växer i huvudsak blandskog. Runt Rivière Américaine är det glesbefolkat, med 17 invånare per kvadratkilometer.